# Simit

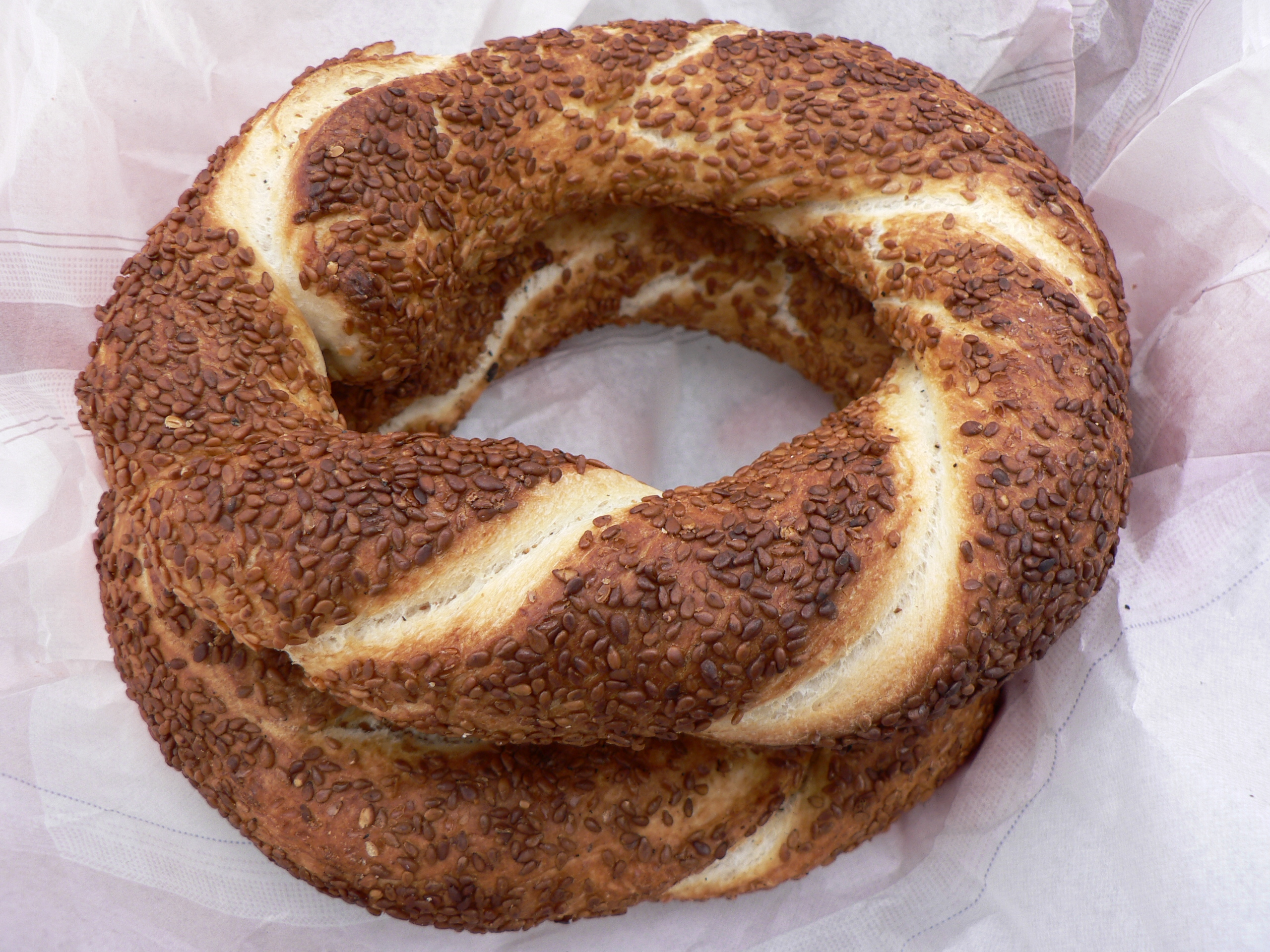
Två simit

Simit är ett turkiskt bröd som påminner om en bagel, men är större, lite hårdare och täckt av sesamfrön.